# Брунела (Нуоро)
Брунела је насеље у Италији у округу Нуоро, региону Сардинија.
Према процени из 2011. у насељу је живело 278 становника. Насеље се налази на надморској висини од 182 м.